# Liste des résolutions du Conseil de sécurité des Nations unies sur la Grèce
Pour un article plus général, voir Liste des résolutions du Conseil de sécurité des Nations unies par pays.
Cet article dresse une liste des résolutions du Conseil de sécurité des Nations unies concernant la Grèce.

## Grèce
En forme longue la République hellénique, en grec ancien et katharévousa Ἑλλάς / Hellás, en grec démotique Ελλάδα / Elládha et Ελληνική Δημοκρατία / Ellinikí Dhimokratía
La Grèce est membre fondateur de l'organisation des Nations unies.
- Résolution 12 : incidents à la frontière nord de la Grèce (adoptée le 10 décembre 1946 lors de la 82e séance).
- Résolution 15 : incidents à la frontière nord de la Grèce (adoptée le 19 décembre 1946 lors de la 87e séance).
- Résolution 17 : incidents à la frontière nord de la Grèce (adoptée le 10 février 1947 lors de la 101e séance).
- Résolution 23 : incidents à la frontière nord de la Grèce (adoptée le 18 avril 1947 lors de la 131e séance).
- Résolution 28 : incidents à la frontière nord de la Grèce (adoptée le 6 août 1947 lors de la 177e séance).
- Résolution 34 : retrait de la question grecque des sujets dont le conseil de sécurité est saisi (adoptée le 15 septembre 1947 lors de la 202e séance).
- Résolution 353 : la résolution demande aux pays garants de la Constitution et de l'indépendance chypriote : la Grèce, la Turquie et le Royaume-Uni, d'entrer immédiatement en négociations pour rétablir la paix sur l'île, à la suite de l’intervention militaire turque. (adoptée le 20 juillet 1974).
- Résolution 395 : Grèce-Turquie (adoptée le 25 août 1976).